# Conus solidus
Conus solidus é uma espécie de gastrópode do gênero Conus, pertencente à família Conidae.